# 메르슈

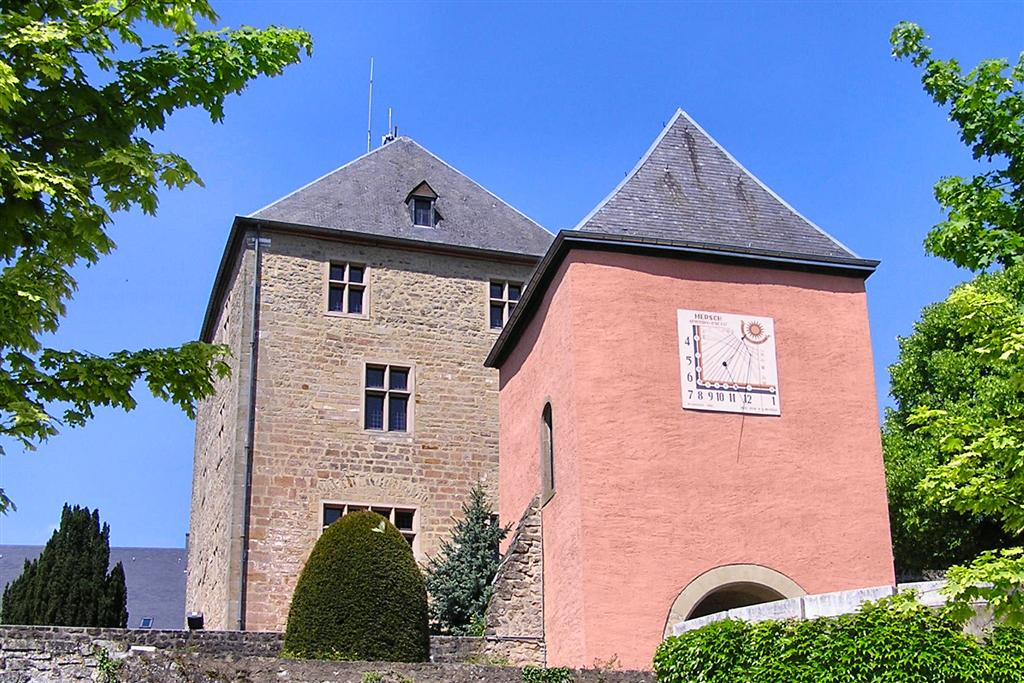
메르슈성

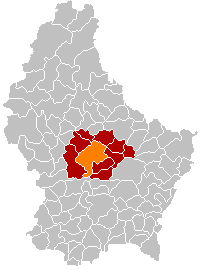
메르슈의 위치

메르슈(독일어: Mersch, 룩셈부르크어: Miersch 미르슈)는 룩셈부르크 중부 룩셈부르크구에 위치한 도시로 메르슈주의 주도이며 면적은 49.74km2, 높이는 208~428m, 인구는 8,639명(2014년 기준), 인구 밀도는 170명/km2이다.
알제트강(Alzette), 마머강(Mamer), 아이슈강(Eisch)이 합류하는 지점에 위치한다. 메르슈의 주요 건축물로는 룩셈부르크의 문헌들을 소장하고 있는 도서관이자 박물관인 룩셈부르크 국립 문학 센터, 13세기에 건립된 메르슈성이 있다.

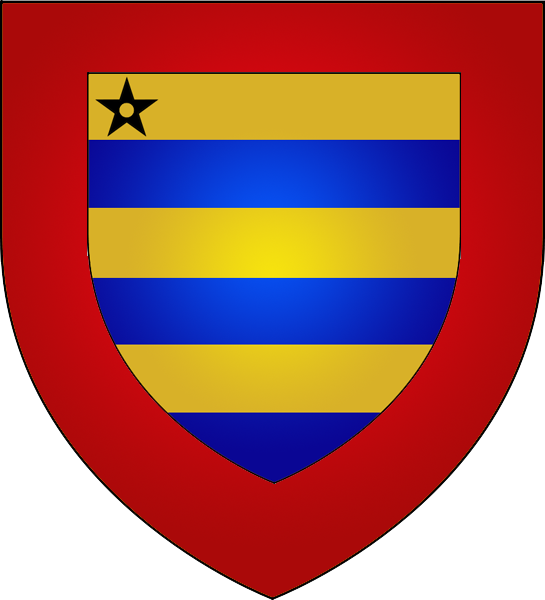
시 문장